# Shorttrack-Weltmeisterschaften 1986
Die Shorttrack-Weltmeisterschaften 1986 fanden vom 4. bis zum 6. April 1986 im französischen Chamonix statt. Mehrkampfweltmeister wurden die US-Amerikanerin Bonnie Blair und der Japaner Tatsuyoshi Ishihara.

## Ablauf
Im Rahmen der Shorttrack-WM 1986 wurden Einzelrennen über 500, 1000, 1500 und 3000 Meter (jeweils Frauen und Männer) sowie Staffeln über 3000 Meter (Frauen) und 5000 Meter (Männer) gelaufen. Die Finalteilnehmer auf jeder Einzelstrecke erhielten gemäß ihrer Platzierung Punkte (fünf für den Sieger, drei für den Zweiten, zwei für den Dritten und einen für den Vierten), die zusammengerechnet eine Gesamtwertung ergaben. Die besten Athleten dieser Wertung nach den ersten drei gelaufenen Distanzen qualifizierten sich für das Superfinale über 3000 Meter. Die Erstplatzierten der Einzelstrecken werden von der ISU nicht als Weltmeister geführt, sondern ausschließlich die Sieger der Gesamtwertung (= des Mehrkampfes) und der Staffeln.
Bei den Frauen gewann Bonnie Blair die Rennen über 500 Meter, 1000 Meter und 1500 Meter sowie die Mehrkampfwertung. Den zweiten Platz im Mehrkampf teilten sich die Kanadierinnen Maryse Perreault und Nathalie Lambert. Bei den Männern entschied Tatsuyoshi Ishihara den Mehrkampf vor Guy Daignault und Robert Dubreuil für sich. In den Staffelrennen gewannen die Teams aus Kanada (bei den Frauen) und aus den Niederlanden (bei den Männern).

## Ergebnisse

### Frauen
| Wettbewerb         | Gold                                                                             | Gold        | Silber                                                           | Silber      | Bronze                                                                                    | Bronze      |
| Wettbewerb         | Sportlerin                                                                       | Leistung    | Sportlerin                                                       | Leistung    | Sportlerin                                                                                | Leistung    |
| ------------------ | -------------------------------------------------------------------------------- | ----------- | ---------------------------------------------------------------- | ----------- | ----------------------------------------------------------------------------------------- | ----------- |
| 500 Meter          | Bonnie Blair                                                                     | 0:48,12 min | Maryse Perreault                                                 | 0:48,18 min | Cristina Sciolla                                                                          | 0:48,35 min |
| 1000 Meter         | Bonnie Blair                                                                     | 1:46,73 min | Nathalie Lambert                                                 | 1:46,85 min | Tara Laszlo                                                                               | 1:47,96 min |
| 1500 Meter         | Bonnie Blair                                                                     | 2:35,21 min | Nathalie Lambert                                                 | 2:35,46 min | Tara Laszlo                                                                               | 2:36,09 min |
| 3000 Meter         | Eiko Shishii                                                                     | 5:43,77 min | Bonnie Blair                                                     | 5:51,01 min | Maryse Perreault                                                                          | 5:51,25 min |
| Gesamtwertung      | Bonnie Blair                                                                     | 18 Punkte   | Maryse Perreault                                                 | 7 Punkte    |                                                                                           |             |
| Gesamtwertung      | Bonnie Blair                                                                     | 18 Punkte   | Nathalie Lambert                                                 | 7 Punkte    |                                                                                           |             |
| 3000-Meter-Staffel | KanadaSusan Auch Nathalie Lambert Ariane Loignon Eden Donatelli Maryse Perreault | 4:49,38 min | JapanHiromi Takeuchi Mariko Kinoshita Eiko Shishii Yumiko Yamada | 4:50,47 min | NiederlandeEsmeralda Ossendrijver Monique Velzeboer Simone Velzeboer Manuela Ossendrijver | 4:51,93 min |

### Männer
| Wettbewerb         | Gold                                                                                 | Gold        | Silber                                                                            | Silber      | Bronze                                                                 | Bronze      |
| Wettbewerb         | Sportler                                                                             | Leistung    | Sportler                                                                          | Leistung    | Sportler                                                               | Leistung    |
| ------------------ | ------------------------------------------------------------------------------------ | ----------- | --------------------------------------------------------------------------------- | ----------- | ---------------------------------------------------------------------- | ----------- |
| 500 Meter          | Tatsuyoshi Ishihara                                                                  | 0:45,38 min | Robert Dubreuil                                                                   | 0:45,57 min | Wilf O’Reilly                                                          | 0:46,27 min |
| 1000 Meter         | Guy Daignault                                                                        | 1:34,79 min | Yūichi Akasaka                                                                    | 1:35,64 min | Tatsuyoshi Ishihara                                                    | 1:36,56 min |
| 1500 Meter         | Tatsuyoshi Ishihara                                                                  | 2:25,66 min | Michel Daignault                                                                  | 2:25,74 min | Robert Dubreuil                                                        | 2:25,84 min |
| 3000 Meter         | Toshinobu Kawai                                                                      | 5:17,15 min | Guy Daignault                                                                     | 5:17,27 min | Robert Dubreuil                                                        | 5:17,36 min |
| Gesamtwertung      | Tatsuyoshi Ishihara                                                                  | 12 Punkte   | Guy Daignault                                                                     | 9 Punkte    | Robert Dubreuil                                                        | 7 Punkte    |
| 5000-Meter-Staffel | NiederlandeMenno Boelsma Peter van der Velde Jaco Mos Charles Veldhoven Jeroen Otter | 7:33,09 min | KanadaRobert Dubreuil Louis Grenier Michel Daignault Guy Daignault Michel Delisle | 7:36,88 min | JapanToshinobu Kawai Yūichi Akasaka Tatsuyoshi Ishihara Yasuhiko Homma | 7:39,98 min |

## Medaillenspiegel
| Platz | Land               |   |   |   |    |
| ----- | ------------------ | - | - | - | -- |
| 1     | Kanada             | 1 | 4 | 1 | 6  |
| 2     | Japan              | 1 | 1 | 1 | 3  |
| 3     | Niederlande        | 1 | – | 1 | 2  |
| 4     | Vereinigte Staaten | 1 | – | – | 1  |
| Total | Total              | 4 | 5 | 3 | 12 |